# Rubicon (folyóirat)
A Rubicon történelmi ismeretterjesztő lap Magyarországon, amely átmenetet képez a tudományos folyóirat és a színes magazin között. Gazdag illusztrációs anyaggal jelenik meg, (képek, térképek, grafikonok, diagramok, táblázatok, adatsorok, dokumentumok) vágott A/4-es méretben. Alapelve: Sine ira et studio (harag és elfogultság nélkül). A tematikus szerkesztésű lap szerzői az éppen feldolgozott téma történész szakértői. Tematikai skálája magában foglalja az egyetemes és a magyar történelmet az őskortól napjainkig. Leggyakoribb szerzők: Romsics Ignác, Hahner Péter, Katus László, Németh György, Ormos Mária, Magyarics Tamás, Németh István. 2020-ban a Rubicon Intézet tulajdonába került.

## Története
A Rubicont 1989 őszén alapította a Verzál kiadó. Eddigi kiadói:
- 1989–1990: Verzál kiadó,
- 1991: Kulturprofil Kisszövetkezet,
- 1991–1994: Magyar Történelemért Alapítvány,
- 1994-től: Rubicon–Ház Bt.

Az első szám 1990. februárban jelent meg. Az első évfolyamban hat, a másodikban nyolc, a harmadiktól tíz száma van évente.

### Terjedelem
- 1990: 32 fekete-fehér oldal,
- 1991–1993: 32 fekete-fehér + 8 színes oldal,
- 1994–1996: 32 fekete-fehér + 4 színes oldal + 16 oldal f-f melléklet,
- 1997: 48 fekete-fehér és 4 színes oldal + 16 oldal f-f melléklet,
- 1998–2000: 52 színes oldal + 16 oldal f-f melléklet,
- 2001: 52 színes oldal,
- 2002-től: 64 színes oldal (esetenként + 16 színes oldal),
- 2013: 83 színes oldal.

## Szerkesztősége
- Főszerkesztő: Rácz Árpád[5] (1990-től)
- Szerkesztőbizottság: Bácskai Vera, Bertényi Iván, Gyarmati György, Katus László, Mezey Barna, Ormos Mária, Orosz István, Romsics Ignác[5]
- Szerkesztőség: Csorba László, Hahner Péter, Hermann Róbert, Németh György, Rainer M. János, Romsics Gergely, Szakály Sándor, Újváry Gábor[5]
- Tervezőszerkesztő: Czeizel Balázs[5] (1997-től),
- Olvasószerkesztő: Potencsik Erika[5] (1990-től),
- Képszerkesztő: Basics Beatrix[5] (1998-tól), Vajda László[5] (2008-tól),
- Fotó: Mester Tibor, Mudrák Attila, Dabasi András[5]

## További tevékenységei
Mesterkurzus történelemből címmel tematikus jellegű intenzív előadás-sorozatokat tartanak diákok, tanárok, érdeklődők számára. Rubicon-könyvek sorozatcímmel összefoglaló jellegű történeti munkákat adnak ki.
Fontosabb kiadványok:
- Nagy képes millenniumi arcképcsarnok (1999)
- Nagy képes millenniumi hadtörténet (2000),
- Magyar géniusz (2001),
- Ki volt Kádár? (2001),
- Erzsébet, a magyarok királynéja (2001),
- Romsics Ignác: Volt egyszer egy rendszerváltás (2004),
- Hermann Róbert: Vértanúk könyve (2007),
- Romsics Ignác: A 20. század képes története (2007),
- Ormos Mária: Németország története a 20. században (2008)
- Mezey Barna: Régi idők tömlöcei (2008),
- Somorjai Lajos: Megjártam a Don-kanyart (2011),
- Gyarmati György: A Rákosi-korszak (2011).